# Waterloo (stacja metra)
Waterloo – podziemna stacja metra w Londynie, położona w bezpośrednim sąsiedztwie dworca kolejowego Waterloo Station. Stanowi jeden z krańców Waterloo & City line. Ponadto obsługuje trzy inne linie: Bakerloo Line, Northern Line oraz Jubilee Line. Ta ostatnia zatrzymuje się w nowej części stacji, oddanej do użytku w 1999 i położonej 140 metrów od starszych peronów. Odległość tę pasażerowie pokonują na ruchomych chodnikach. Ze stacji korzysta ok. 74,85 mln pasażerów rocznie, co daje jej trzecie miejsce w całej sieci metra. Leży w pierwszej strefie biletowej.